# Melvyn Tan
Melvyn Tan, 陈万荣S (Singapore, 13 ottobre 1956), è un pianista singaporiano con cittadinanza britannica, noto per il suo studio della pratica dell'esecuzione storicamente informata.

## Biografia
Fin da giovane andò in Inghilterra per studiare, prima alla Yehudi Menuhin School quando aveva dodici anni, poi si iscrisse al Royal College of Music.
Al suo ritorno a Singapore nel 2005 fu multato per non aver svolto il servizio nazionale a Singapore, anche se stava studiando a Londra durante il periodo in cui era obbligato a servire, aveva già iniziato una intensa carriera concertistica e aveva già acquisito la cittadinanza britannica.
Durante la sua formazione come pianista, Tan sviluppò una passione per il fortepiano, che promosse durante la sua carriera e quindi cambiò la percezione di questo strumento da parte di altri musicisti. Ora è tornato principalmente al pianoforte ed esegue un repertorio di ampio respiro, da Bach a Messiaen.
Ha vissuto a Londra dal 1978 e continua a tenere concerti in tutto il mondo. Nel 2007 si è esibito alla Royal Academy of Arts per la collezione della settimana della moda londinese di Jasper Conran.